# Kramerana adusta
Kramerana adusta är en insektsart som beskrevs av James Norman Zahniser. Kramerana adusta ingår i släktet Kramerana och familjen dvärgstritar. Inga underarter finns listade i Catalogue of Life.